# Montgardon
Montgardon era una comuna francesa situada en el departamento de Mancha, de la región de Normandía, que el 1 de enero de 2016 pasó a ser una comuna delegada de la comuna nueva de La Haye al fusionarse con las comunas de Baudreville, Bolleville, Glatigny, La Haye-du-Puits, Mobecq, Saint-Rémy-des-Landes, Saint-Symphorien-le-Valois y Surville.

## Demografía
| Gráfica de evolución demográfica de Montgardon entre 1800 y 2014 |
|                                                                  |

Los datos demográficos contemplados en este gráfico de la comuna de Montgardon se han cogido de 1800 a 1999 de la página francesa EHESS/Cassini, y los demás datos de la página del INSEE.